# 게이브리얼 올즈

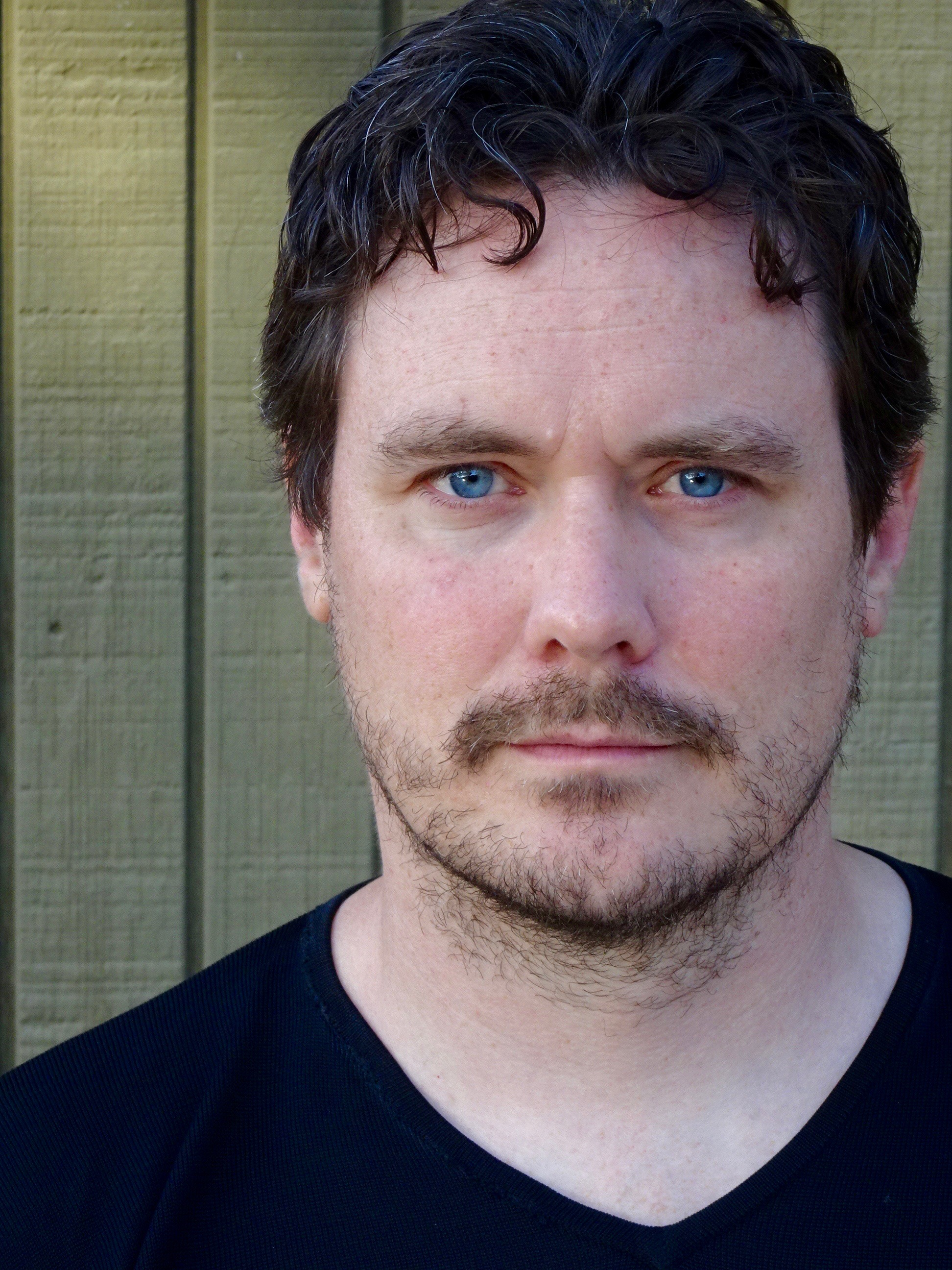

게이브리얼 올즈(영어: Gabriel Olds, 1972년 3월 24일 ~ )는 미국의 텔레비전 배우, 영화배우, 연극 배우, 각본가이다.
뉴욕에서 태어났다.

## 영화
- 셀링 이소벨 (2016년)
- 포 오브 하츠 (2013년)
- 오픈 하우스 (2010년)
- NCIS 시즌7 (2009년) - 그레그 노벨 역
- 히어로즈 (2006년)
- E-링 (2005년) - 리차드 우들리 역
- 라이프 오브 더 파티 (2005년)
- 사이팅스 - 하트랜드 고스트 (2002년)
- 나우 앤 포에버 (2002년)
- 어 타운 해즈 턴드 투 더스트 (1998년)
- 위드아웃 리밋 (1998년)
- 앤더슨빌 (1996년)
- 애니멀 룸 (1995년)
- 캘린더 걸 (1993년)
- 14 고잉 온 30 (1988년)